# Lathuile

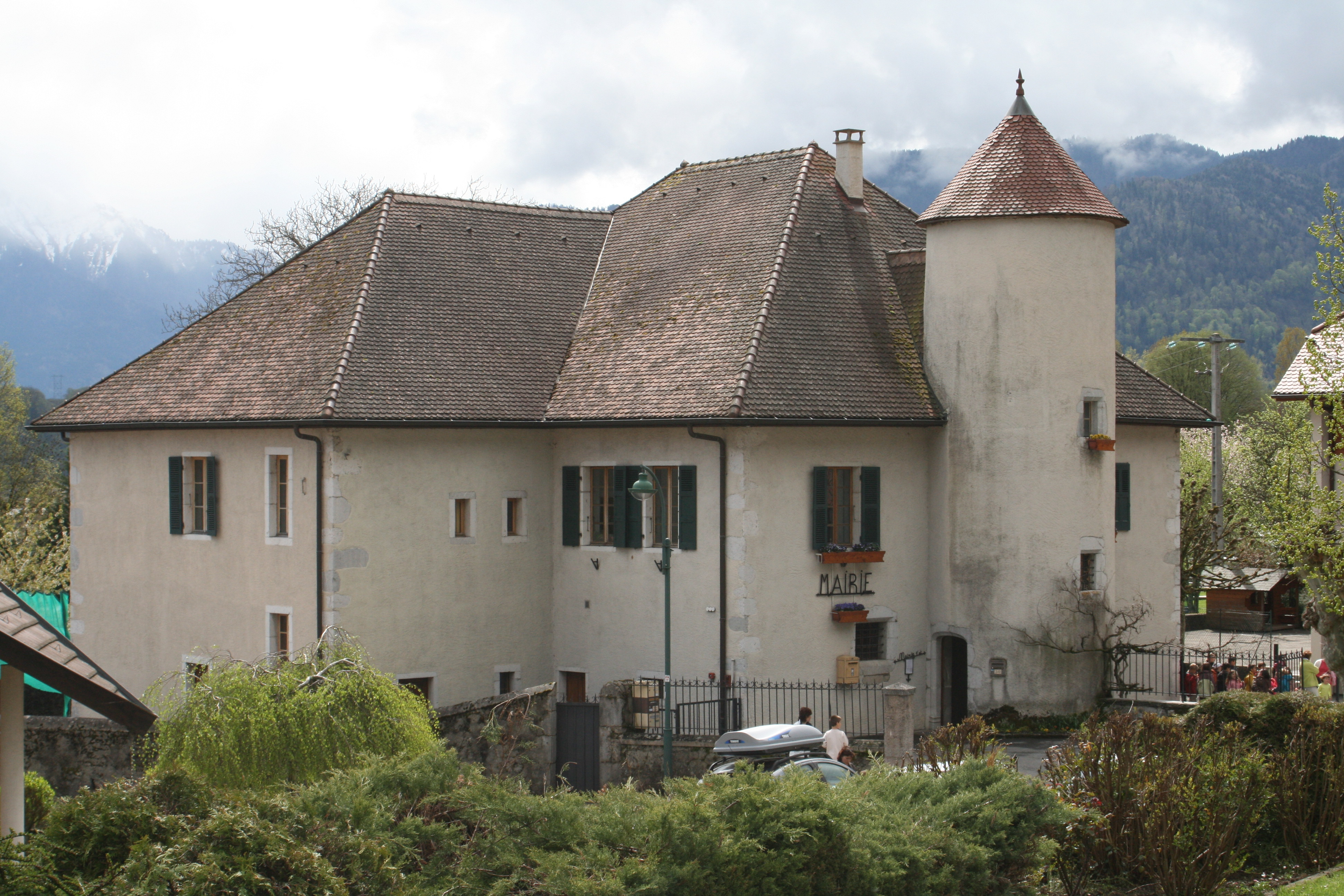
Ratusz (2008)

Lathuile – miejscowość i gmina we Francji, w regionie Owernia-Rodan-Alpy, w departamencie Górna Sabaudia.
Według danych na rok 1990 gminę zamieszkiwało 668 osób, a gęstość zaludnienia wynosiła 76 osób/km² (wśród 2880 gmin regionu Rodan-Alpy Lathuile plasuje się na 1007. miejscu pod względem liczby ludności, natomiast pod względem powierzchni na miejscu 1220.).